# Trichaphodioides calcaratus
Trichaphodioides calcaratus är en skalbaggsart som beskrevs av Karl Henrik Boheman 1857. Trichaphodioides calcaratus ingår i släktet Trichaphodioides och familjen Aphodiidae. Inga underarter finns listade i Catalogue of Life.